# Movimento Democrático Português / Comissão Democrática Eleitoral

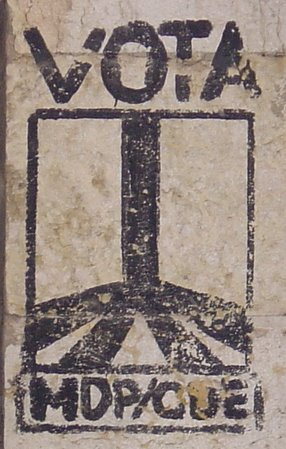
Grafito numa parede de Lisboa.

O Movimento Democrático Português / Comissão Democrática Eleitoral (MDP / CDE) foi uma das mais importantes[carece de fontes?] organizações políticas da Oposição Democrática ao regime do Estado Novo em Portugal, antes do 25 de Abril. Foi fundado em 1969, actuando através de comissões democráticas eleitorais, para concorrer às eleições legislativas.
Em 1973 participou no Congresso Democrático de Aveiro.
Depois do 25 de Abril constitui-se como partido político, fazendo parte de todos os Governos Provisórios, com excepção do VI. Concorreu à eleição para a Assembleia Constituinte de 1975 sozinho e, a partir de 1976, em coligação com o PCP, formando a APU. Em 1987, e em consequência da ruptura com o PCP em 1986, já não participou na coligação eleitoral CDU, apresentando-se às eleições com listas próprias. Nessa mesma data, alguns militantes dissidentes formaram a Intervenção Democrática (ID), que até hoje continua a integrar, como independente, as listas da CDU, junto com o PCP e o Partido Ecologista "Os Verdes" (PEV).
Em 1994 fundiu-se com o conjunto editor da revista "Manifesto", dando lugar lugar ao movimento Política XXI, que veio a ser uma das correntes fundadoras do Bloco de Esquerda.

## Figuras e principais dirigentes
- José Manuel Tengarrinha
- Francisco Pereira de Moura
- Custódio Maldonado de Freitas[2]
- Luís Catarino
- António Mota Redol[3]
- Vítor Dias
- Manuel Pereira, (Guarda, 1917 — Lisboa, 2002) foi um destacado poeta, compositor e sindicalista português, responsável pela implementação e dinamização do partido em Lisboa, principalmente, na Amadora
- Helena Cidade Moura
- António Vitorino de Almeida encabeçou a lista do MDP/CDE às eleições europeias de 1989.
- José da Felicidade Alves

## Resultados Eleitorais

### Eleições legislativas
| Data                  | Líder                      | Cl.                | Votos              | %                  | +/-                | Deputados     | +/-           | Status            | Notas         |               |
| --------------------- | -------------------------- | ------------------ | ------------------ | ------------------ | ------------------ | ------------- | ------------- | ----------------- | ------------- | ------------- |
| 1969                  | Francisco Pereira de Moura | 2.º                | 114 745            | 10,29 / 100,00     |                    | 0 / 130       |               | Extra-parlamentar |               |               |
| Banido de 1969 a 1974 |                            |                    |                    |                    |                    |               |               |                   |               |               |
| 1975                  | Francisco Pereira de Moura | 5.º                | 236 318            | 4,14 / 100,00      |                    | 5 / 250       |               |                   |               |               |
| 1976                  | Não concorreu              | Não concorreu      | Não concorreu      | Não concorreu      | Não concorreu      | Não concorreu | Não concorreu | Não concorreu     | Não concorreu | Não concorreu |
| 1979                  | José Manuel Tengarrinha    | Aliança Povo Unido | Aliança Povo Unido | Aliança Povo Unido | Aliança Povo Unido | 3 / 250       | 3             | Oposição          |               |               |
| 1980                  | José Manuel Tengarrinha    | Aliança Povo Unido | Aliança Povo Unido | Aliança Povo Unido | Aliança Povo Unido | 2 / 250       | 1             | Oposição          |               |               |
| 1983                  | José Manuel Tengarrinha    | Aliança Povo Unido | Aliança Povo Unido | Aliança Povo Unido | Aliança Povo Unido | 3 / 250       | 1             | Oposição          |               |               |
| 1985                  | José Manuel Tengarrinha    | Aliança Povo Unido | Aliança Povo Unido | Aliança Povo Unido | Aliança Povo Unido | 3 / 250       | Estável       | Oposição          |               |               |
| 1987                  | José Manuel Tengarrinha    | 8.º                | 32 607             | 0,57 / 100,00      |                    | 0 / 250       | 3             | Extra-parlamentar |               |               |

### Eleições europeias
| Data | Cabeça de Lista              | Cl.  | Votos  | %             | +/-  | Deputados | +/-     |
| ---- | ---------------------------- | ---- | ------ | ------------- | ---- | --------- | ------- |
| 1987 |                              | 10.º | 27 678 | 0,49 / 100,00 |      | 0 / 24    |         |
| 1989 | António Victorino de Almeida | 6.º  | 56 900 | 1,37 / 100,00 | 0,88 | 0 / 24    | Estável |

### Eleições autárquicas
(Resultado que excluem os resultados de coligações envolvendo o partido)
| Data | Cl.                         | Votos                       | %                           | +/-                         | Presidentes CM              | +/-                         | Vereadores                  | +/-                         | Assembleias Municipais      | +/-                         | Assembleias de Freguesias   | +/-                         |
| ---- | --------------------------- | --------------------------- | --------------------------- | --------------------------- | --------------------------- | --------------------------- | --------------------------- | --------------------------- | --------------------------- | --------------------------- | --------------------------- | --------------------------- |
| 1976 | Frente Eleitoral Povo Unido | Frente Eleitoral Povo Unido | Frente Eleitoral Povo Unido | Frente Eleitoral Povo Unido | Frente Eleitoral Povo Unido | Frente Eleitoral Povo Unido | Frente Eleitoral Povo Unido | Frente Eleitoral Povo Unido | Frente Eleitoral Povo Unido | Frente Eleitoral Povo Unido | Frente Eleitoral Povo Unido | Frente Eleitoral Povo Unido |
| 1979 | Aliança Povo Unido          | Aliança Povo Unido          | Aliança Povo Unido          | Aliança Povo Unido          | Aliança Povo Unido          | Aliança Povo Unido          | Aliança Povo Unido          | Aliança Povo Unido          | Aliança Povo Unido          | Aliança Povo Unido          | Aliança Povo Unido          | Aliança Povo Unido          |
| 1982 | Aliança Povo Unido          | Aliança Povo Unido          | Aliança Povo Unido          | Aliança Povo Unido          | Aliança Povo Unido          | Aliança Povo Unido          | Aliança Povo Unido          | Aliança Povo Unido          | Aliança Povo Unido          | Aliança Povo Unido          | Aliança Povo Unido          | Aliança Povo Unido          |
| 1985 | Aliança Povo Unido          | Aliança Povo Unido          | Aliança Povo Unido          | Aliança Povo Unido          | Aliança Povo Unido          | Aliança Povo Unido          | Aliança Povo Unido          | Aliança Povo Unido          | Aliança Povo Unido          | Aliança Povo Unido          | Aliança Povo Unido          | Aliança Povo Unido          |
| 1989 | 12.º                        | 11 354                      | 0,23 / 100,00               |                             | 0 / 305                     |                             | 1 / 1 997                   |                             | 6 / 6 753                   |                             | 13 / 33 000                 |                             |
| 1993 | 12.º                        | 1 386                       | 0,03 / 100,00               | 0,20                        | 0 / 305                     | Estável                     | 1 / 2 006                   | Estável                     | 4 / 6 769                   | 2                           | 8 / 33 458                  | 5                           |

| Municípios | 1989   | 1989 | 1993  | 1993 |
| ---------- | ------ | ---- | ----- | ---- |
| Almodôvar  |        |      | 1 / 5 | 2.º  |
| Gondomar   | 1 / 11 | 4.º  |       |      |